# Argyle (Automobilhersteller)
Argyle war ein britischer Hersteller von Automobilen.

## Unternehmensgeschichte
Kim Argyle, der auch am Bau des ersten Mosquito beteiligt war, gründete 1971 das Unternehmen und begann mit der Produktion von Automobilen und Kits. Der Markenname lautete Trimin. 1972 endete die Produktion. Insgesamt entstanden drei Exemplare, die heute noch existieren.

## Fahrzeuge
Das einzige Modell war ein Dreirad mit hinterem Einzelrad. Die Grundlage bildete der Mini. Darauf wurde eine offene Karosserie ohne Türen montiert. Ein Vierzylindermotor vom Mini war vorne im Fahrzeug montiert und trieb die Vorderräder an. Zwei der Fahrzeuge waren Zweisitzer. Sie erhielten eine Straßenzulassung und die britischen Kennzeichen GOM 666 D bzw. AJB 783 B.
Ein drittes Fahrzeug war ein Einsitzer, das für Rekordversuche vorgesehen war. Es erhielt keine Straßenzulassung.